# Мехтиев, Мир Ягуб Миразиз оглы
Мир Ягуб Миразиз оглы Мехтиев (азерб. Miryaqub Mirəziz oğlu Mehdiyev; 24 сентября 1891, Хырдалан, Бакинский уезд, Бакинская губерния, Российская империя — 7 ноября 1949, Стамбул, Турция) — государственный деятель Азербайджанской Демократической Республики. Депутат парламента АДР. Член делегации АДР на Парижской мирной конференции.

## Биография
Мир Ягуб Миразиз оглы Мехтиев родился в 1891 году в Хырдалане. После окончания школы коммерции в Александрополе поступил в Петербургский политехнический институт. В 1913 году за участие в тайных собраниях студентов-мусульман Киева наряду с Шафи-беком Рустамбековым, Абульфат хан Талышинским, Джамиль Везировым и другими был арестован, отчислен из института, затем восстановлен. После окончания в 1915 году Петербургского политехнического института продолжил образование в Бонне.

### Политическая деятельность
Мир Ягуб Мехтиев активно участвовал в общественно-политической жизни азербайджанского общества. Он работал заместителем председателя Союза сельчан (азерб. Kəndlilər İttifaqı), Совета бакинских мусульманских общественных организаций, Мусульманского драматического общества. Участвовал в съезде мусульман Кавказа, который проходил 15—20 апреля 1917 года в Баку. 
Мир Ягуб Мехтиев стоял у истоков создания партии «Иттихад», дважды был избран в центральный комитет партии. 

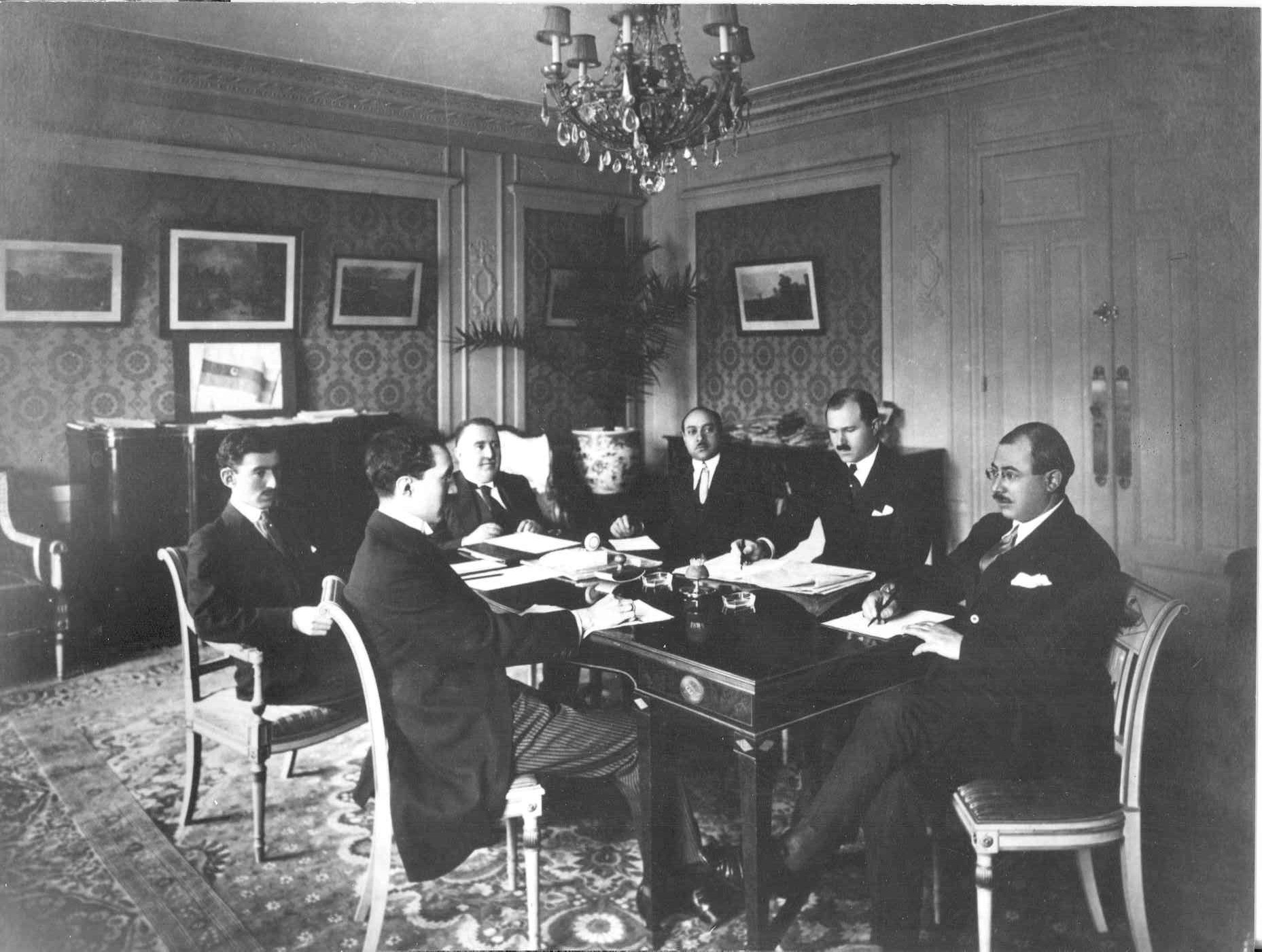
Азербайджанская делегация в Париже в отеле Гларидж во время Парижской мирной конференции, 1919 год.

Будучи членом мусульманской фракции Закавказского сейма, он участвовал в Трапезундских переговорах. 27 мая 1918 года вошёл в Национальный совет Азербайджана, который 28 мая провозгласил независимость Азербайджана, приняв Декларацию независимости Азербайджана. На основании закона об образовании парламента АДР от 20 ноября 1918 года Мир Ягуб Мехтиев стал депутатом парламента от фракции «Иттихад». 
Входил в возглавляемую Алимардан-бек Топчибашевым делегацию АДР на Парижской мирной конференции. После апрельской оккупации АДР Мехтиев остался в эмиграции. Он безуспешно попытался создать бюро «Иттихада» в Турции. Мехтиев вместе с Мамед Эмином Расулзаде представлял Азербайджан в организации «Прометей». Вместе с Мамедом Магеррамовым участвовал в Генуэзской и Лозаннской конференциях, протестовал против размещения бакинской нефти на аукцион неправомочными на то лицами. 
В период проживания во Франции Мехтиев защитил докторскую работу по праву в университете Монпелье.

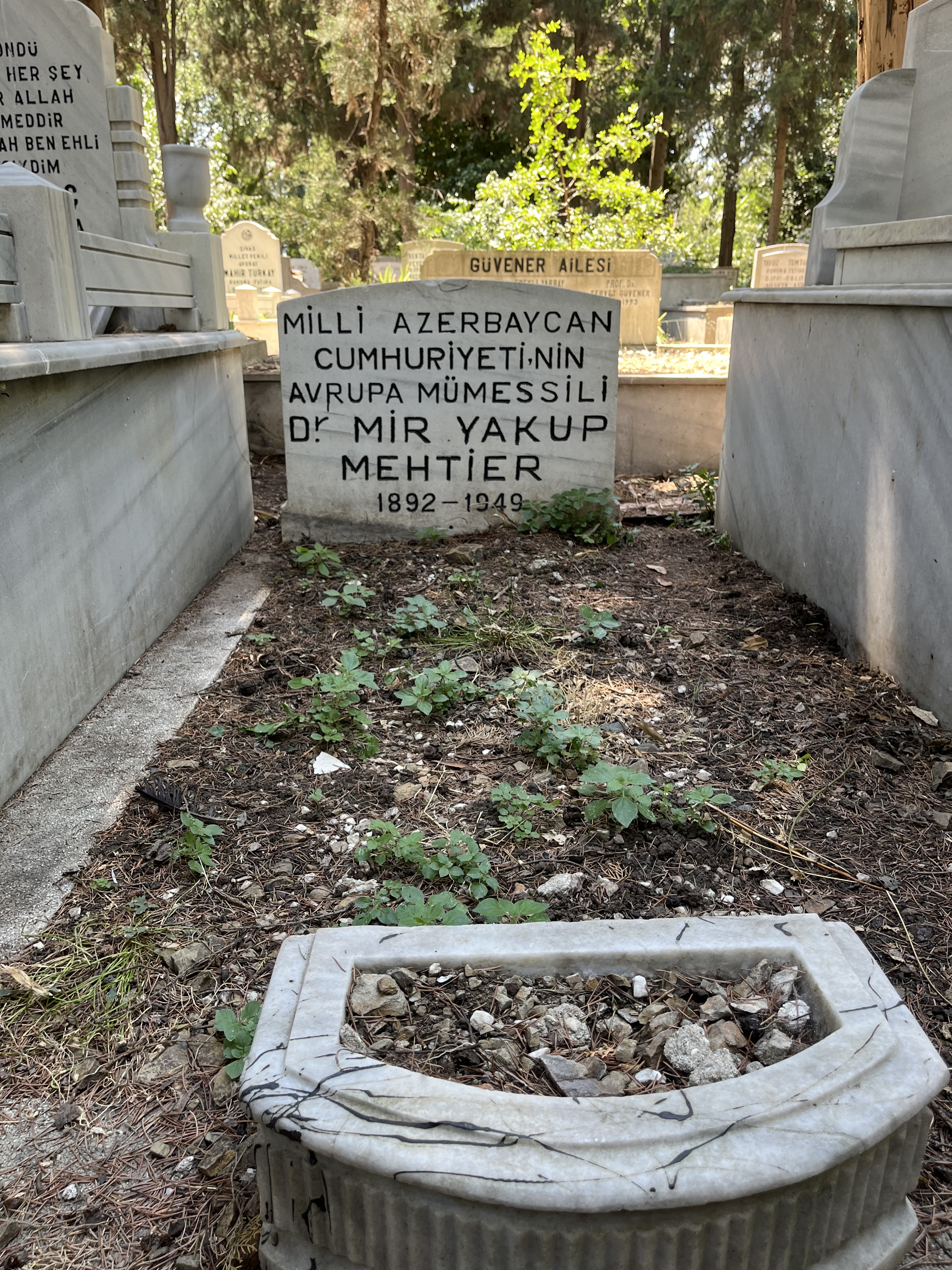
Могила Мир Ягуба Мехтиева на кладбище Ферикёй

После Второй мировой войны переселился окончательно в Турцию. Был преподавателем русского языка в Военной академии в Стамбуле, профессором экономики в Хейбелинском высшем военно-морском училище. 
Умер от продолжавшейся бронхиальной астмы на утро 7 ноября 1949 года в Стамбуле.

### Публицистическая деятельность
В эмиграции Мехтиев написал 5 книг :
- «Советский режим. Источники и суть» (Париж, 1926)
- «Топливо в международной политике» (Стамбул, 1928) (с предисловием Мамед Эмина Расулзаде). Переведена на китайский и французский
- «Кавказская проблема» (Париж, 1933)
- «Международная ситуация и национальный вопросов Советов» (Париж, 1934)
- «Европа и политическое положение в Азии» (Париж, 1936)

## Память
В январе 2016 года вышел документальный фильм «Командировка в вечность», описывающая деятельность азербайджанской делегации на Парижской мирной конференции. Роль Мир Ягуба Мехтиева сыграл актёр Анар Алиев.